# Яубуляково
Яубуля́ково (рос. Яубуляково, башк. Яубүләк) — присілок у складі Салаватського району Башкортостану, Росія. Входить до складу Аркауловської сільської ради.
Населення — 26 осіб (2010; 34 в 2002).
Національний склад:
- башкири — 91 %